# Olympische Geschichte Australasiens
Australasien war die Mannschaft, die aus dem Zusammenschluss von Athleten aus Neuseeland und Australien entstand. Sie nahm zweimal an Olympischen Sommerspielen (1908 und 1912) teil. Insgesamt gewann Australasien drei Goldmedaillen, vier Silbermedaillen und fünf Bronzemedaillen.

## Medaillenbilanz
| Australasien bei den Olympischen Sommerspielen                                  | Australasien bei den Olympischen Sommerspielen | Australasien bei den Olympischen Sommerspielen | Australasien bei den Olympischen Sommerspielen | Australasien bei den Olympischen Sommerspielen | Australasien bei den Olympischen Sommerspielen |      | Australasien bei den Olympischen Winterspielen | Australasien bei den Olympischen Winterspielen | Australasien bei den Olympischen Winterspielen | Australasien bei den Olympischen Winterspielen | Australasien bei den Olympischen Winterspielen | Australasien bei den Olympischen Winterspielen |
| Jahr                                                                            | Gold                                           | Silber                                         | Bronze                                         | Gesamt                                         | Rang                                           | Jahr | Gold                                           | Silber                                         | Bronze                                         | Gesamt                                         | Rang                                           |                                                |
| 1908                                                                            | 1                                              | 2                                              | 2                                              | 5                                              | 11                                             |      |                                                |                                                |                                                |                                                |                                                |                                                |
| 1912                                                                            | 2                                              | 2                                              | 3                                              | 7                                              | 11                                             |      |                                                |                                                |                                                |                                                |                                                |                                                |
| Gesamt                                                                          | 3                                              | 4                                              | 5                                              | 12                                             |                                                |      | Gesamt                                         | 0                                              | 0                                              | 0                                              | 0                                              |                                                |
| \| \| Gold \| Silber \| Bronze \| Gesamt \| \| Ges. S+W \| 3 \| 4 \| 5 \| 12 \| |                                                |                                                |                                                |                                                |                                                |      |                                                |                                                |                                                |                                                |                                                |                                                |
|                                                                                 | Gold                                           | Silber                                         | Bronze                                         | Gesamt                                         |                                                |      |                                                |                                                |                                                |                                                |                                                |                                                |
| Ges. S+W                                                                        | 3                                              | 4                                              | 5                                              | 12                                             |                                                |      |                                                |                                                |                                                |                                                |                                                |                                                |

## Medaillenverteilung nach Sportarten
Die größten Erfolge verzeichnete Australasien im Schwimmsport. Allerdings gewann man auch eine Goldmedaille im Rugby.
| Sportart       | Gold | Silber | Bronze |
| -------------- | ---- | ------ | ------ |
| Schwimmen      | 2    | 3      | 3      |
| Rugby          | 1    | 0      | 0      |
| Boxen          | 0    | 1      | 0      |
| Tennis         | 0    | 0      | 1      |
| Leichtathletik | 0    | 0      | 1      |

## Medaillengewinner
- Reginald Baker – Boxen
London 1908: Silber, Mittelgewicht, Männer
- Harry Kerr – Leichtathletik
London 1908: Bronze, 3500 Meter Gehen, Männer
- Männerteam – Rugby
London 1908: Gold, Rugby Union, Männer
- Frank Beaurepaire – Schwimmen
 London 1908: Silber, 400 Meter Freistil, Männer
 London 1908: Bronze, 1500 Meter Freistil, Männer
- Fanny Durack – Schwimmen
Stockholm 1912: Gold, 100 Meter Freistil, Frauen
- Leslie Boardman – Schwimmen
Stockholm 1912: Gold, 4 × 200 Meter Freistil, Männer
- Cecil Healy – Schwimmen
Stockholm 1912: Gold, 4 × 200 Meter Freistil, Männer
Stockholm 1912: Silber, 100 Meter Freistil, Männer
- Malcolm Champion – Schwimmen
Stockholm 1912: Gold, 4 × 200 Meter Freistil, Männer
- Harold Hardwick – Schwimmen
Stockholm 1912: Gold, 4 × 200 Meter Freistil, Männer
Stockholm 1912: Bronze, 400 Meter Freistil, Männer
Stockholm 1912: Bronze, 1500 Meter Freistil, Männer
- Wilhelmina Wylie – Schwimmen
Stockholm 1912: Silber, 100 Meter Freistil, Frauen
- Anthony Wilding – Tennis
Stockholm 1912: Bronze, Hallenwettbewerb